# Седласт нос
Седласт нос је карактеристичан изглед носа услед губитка висине носног дорзума. 

## Узрок
Настаје као подследица само једне или комбинације промена у анатомским структурама које граде носни дорзум и може бити урођен или стечен. Најчешће је последица трауме којој су иначе подложније одређене групе људи попут спортиста, а дешава се и да буде закаснела последица операције носне преграде. Стање отежава настанак хематома носне преграде, као и инфекција. Неке болести могу довести до пропадања инфраструктуре носа (Вегенерова грануломатоза, сифилис, лепра), али су оне ређи узрок. Инфицирана беба чија је мајка током трудноће оболела од сифилиса, као једну од карактеристика може имати седласт нос. Такође, седласт нос је карактеристичан и за Даунов синдром.

## Третман
У хируршком лечењу се могу користити различите технике, што зависи од степена деформације. С обзиром да у носном дорзуму пропада ткиво, често се у склопу хируршких захвата постављају трансплантати или неки материјали, инертни и синтетички, којима се попуњава тај недостатак. Они могу бити моделирани и од властитог ткива узетог из хрскавице уха или ребра.